# Limnostatua
Limnostatua is een geslacht van wantsen uit de familie van de Tingidae (Netwantsen). Het geslacht werd voor het eerst wetenschappelijk beschreven door Souma & Ishikawa in 2022.

## Soorten
Het genus is monotypisch en bevat alleen de volgende soort:

- Limnostatua lewisi (Scott, 1880)